# Tandonia cavicola
Tandonia cavicola is een slakkensoort uit de familie van de Milacidae. De wetenschappelijke naam van de soort is voor het eerst geldig gepubliceerd in 1916 door Simroth.